# Copa del Mundo de Ciclismo de 1993
La Copa del Mundo de Ciclismo en el año 1993 tuvo los siguientes resultados:

## Calendario
| Carrera                     | Fecha         | Vencedor                | Equipo del vencedor |
| --------------------------- | ------------- | ----------------------- | ------------------- |
| Milán-San Remo              | 20 de marzo   | Maurizio Fondriest      | Lampre-Polti        |
| Tour de Flandes             | 4 de abril    | Johan Museeuw           | GB-MG Maglificio    |
| París-Roubaix               | 11 de abril   | Gilbert Duclos-Lassalle | Gan                 |
| Lieja-Bastoña-Lieja         | 18 de abril   | Rolf Sørensen           | Carrera             |
| Amstel Gold Race            | 24 de abril   | Rolf Jaermann           | Ariostea            |
| Clásica de San Sebastián    | 7 de agosto   | Claudio Chiappucci      | Carrera             |
| Wincanton Classic           | 15 de agosto  | Alberto Volpi           | Mecair-Ballan       |
| G. P. Zúrich                | 22 de agosto  | Maurizio Fondriest      | Lampre-Polti        |
| París-Tours                 | 3 de octubre  | Johan Museeuw           | GB-MG Maglificio    |
| Giro de Lombardía           | 9 de octubre  | Pascal Richard          | Ariostea            |
| Gran Premio de las Naciones | 16 de octubre | Armand de Las Cuevas    | Banesto             |

## Clasificaciones finales

### Clasificación individual
| Posición | Corredor            | Equipo              | Puntos |
| -------- | ------------------- | ------------------- | ------ |
|          | Maurizio Fondriest  | Lampre-Polti        | 287    |
| 2        | Johan Museeuw       | GB-MG Maglificio    | 172    |
| 3        | Maximilian Sciandri | Motorola            | 114    |
| 4        | Alberto Volpi       | Mecair-Ballan       | 100    |
| 5        | Claudio Chiappucci  | Carrera             | 100    |
| 6        | Giorgio Furlan      | Chazal-Vetta-MBK    | 75     |
| 7        | Franco Ballerini    | GB-MG Maglificio    | 73     |
| 8        | Rolf Sørensen       | Carrera             | 68     |
| 9        | Adri van der Poel   | Mercatone Uno       | 52     |
| 10       | Jens Heppner        | Telekom-Eddy Merckx | 51     |

### Clasificación por equipos
| Posición | Equipo           | Puntos |
| -------- | ---------------- | ------ |
| 1        | GB-MG Maglificio | 75     |
| 2        | Novemail-Histor  | 66     |
| 3        | TVM              | 45     |